# Thoralf Hagen
Thoralf Hagen (ur. 22 września 1887 w Oslo, zm. 7 stycznia 1979 tamże) – norweski wioślarz. Dwukrotny brązowy medalista olimpijski.
Hagen uczestniczył w igrzyskach olimpijskich w Antwerpii (1920) w dwóch konkurencjach wioślarstwa: czwórce ze sternikiem (3. miejsce; z Birgerem Varem, Theodorem Klemem, Henrym Larsenem i Perem Gulbrandsenem) i ósemce mężczyzn (3. miejsce; wraz z Theodorem Nagem, Adolfem Nilsenem, Håkonem Ellingsenem, Thorem Michelsenem, Arnem Mortensenem, Karlem Nagem, Conradem Olsenem i Tollefem Tollefsenem). W obu drużynach pełnił funkcję sternika.